# Eschweilera
Eschweilera là một chi thực vật có hoa trong họ Lecythidaceae.

## Loài
Chi Eschweilera gồm các loài: